# Нейтан Фрейзер
Бенджамин Тиммс (англ. Benjamin Timms, род. 23 июля 1998, Джерси) — английский рестлер, в настоящее время выступающий в WWE на бренде SmackDown под именем Нейтан Фрейзер (англ. Nathan Frazer). Он является бывшим обладателем кубка наследия NXT.

## Карьера в рестлинге

### Раняя карьера (2018—2020)
Бенджамин Тиммс проходил обучение у своих коллег-рестлеров Сета Роллинса и Марека Брейва в Black and Brave Wrestling Academy в США. Тиммс дебютировал в рестлинге в 2018 году под именем Бенджамин Картер, выступая в различных независимых промоушенах и крупных промоушенах, таких как Impact Wrestling и All Elite Wrestling (AEW).

### WWE (с 2020)
17 декабря 2020 года WWE объявила о подписании контракта с Тиммсом. После этого он был направлен в NXT UK, где в эпизоде 7 января 2021 года дебютировал под именем Бен Картер, сразившись с Джорданом Девлином за звание чемпиона NXT в первом тяжёлом весе, но проиграл. После побед над Джошем Мореллом и Сэмом Грэдвеллом 11 марта Картер получил имя Нейтан Фрейзер.

## Личная жизнь
19 апреля 2023 года Тиммс стал рожденным свыше христианином, объявив о своем крещении. Он встречается с коллегой по NXT Тией Хейл.

## Титулы и достижения
- Resolute Wrestling
  - Чемпион P4P Resolute (1 раз)
  - Неоспоримый чемпион Resolute (2 раза)
- SCW Pro Wrestling
  - Чемпион Айовы SCW Pro (1 раз)
- WWE
  - Кубок наследия NXT (1 раз)[4]
  - Командный чемпион NXT (2 раза) — с Аксиомом